# Styphon
Styphon es un género de insectos blatodeos (cucarachas) de la familia Blaberidae, subfamilia Blaberinae. Contiene una sola especie, Styphon bakeri Rehn, 1930

## Distribución geográfica
Se pueden encontrar en las islas de Aruba, Bonaire y Curazao.